# Olivier Mosset

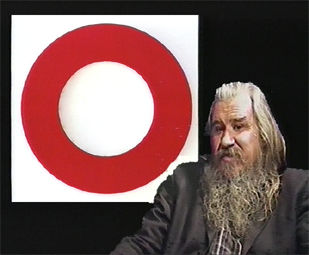
Olivier Mosset, 2003

Olivier Mosset (* 5. November 1944 in Bern) ist ein schweizerischer Maler monochromer und geometrischer Bilder.

## Werdegang und Werk
Mosset wuchs in Neuenburg als Sohn eines Chemieingenieurs auf. 1965 zog er nach Paris und lernte dort die Künstler Daniel Buren, Michel Parmentier und Niele Toroni kennen und die minimalistische Ausdrucksweise ihrer Kunst schätzen. Mit ihnen gründete er die Künstlergruppe BMPT (abgeleitet von den Anfangsbuchstaben der Nachnamen der beteiligten Künstler), um mit Ausstellungen und Aktionen die Vorherrschaft der Nouvelle École de Paris zu brechen.
1967 machte er in New York die Bekanntschaft von Andy Warhol und entdeckte für sich das Werk von Robert Ryman. Er trat 1968 der Gruppe «Vive la Révolution» bei und hatte seine erste Einzelausstellung in der Galerie Rive Droite in Paris. Dabei zeigte sich noch eine stilistische Nähe zu Burens Streifenbildern. Ab 1977 arbeitete er in New York, wo er unter anderem an der Ausstellung Radical Painting am Williams College Museum of Art in Williamstown teilnahm. 1985 zeigte das Museum für moderne Kunst in La Chaux-de-Fonds und im Jahr darauf das Aargauer Kunsthaus erstmals die geometrischen Bilder des Künstlers. 1990 nahm er für die Schweiz an der Biennale di Venezia teil, wo der starke Einfluss seiner Malerei auf die Künstler der Romandie – insbesondere auf John Armleder – sichtbar wurde. 1991 war er Teilnehmer der Ausstellung Extra Muros – Schweizer Gegenwartskunst, die zum 700. Jahrestag der Eidgenossenschaft stattfand. 1995 bis 1996 war er Dozent an der Ecole supérieure d’art visuel à Genève (ESAV).
1996 heiratete Mosset die Amerikanerin Elizabeth Cherry und zog mit ihr von New York nach Tucson, Arizona, wo sie heute leben und arbeiten. Seine Frau betrieb von 1996 bis 2001 eine Galerie in Tucson, die Elizabeth Cherry Contemporary Art. Sie ist heute für das dortige Museum of Contemporary Art tätig.

## Kunst am Bau
- Ohne Titel Toblerones am Schulhaus Leutschenbach, Zürich (Architekt: Christian Kerez, Landschaftsarchitekt: Maurus Schifferli, Bauingenieure: Joseph Schwartz und Mario Monotti)[3]

## Ausstellungen
- 1990: John Armleder, Sylvie Fleury, Olivier Mosset, Galerie Rivolta, Lausanne
- 1996: Musee d’ art moderne et contemporain, Genf
- 1999: Cady Noland & Olivier Mosset: MONO, Migros Museum für Gegenwartskunst, Zürich; Galerie Rolf Ricke, Köln
- 2008: Whitney Biennial, Whitney Museum of American Art, New York
- 2010: Seconde Main, Musée d’art moderne de la Ville de Paris, Paris
- 2010: Made in Tucson/Born in Tucson/Live in Tucson, Museum of Contemporary Art, Tucson
- 2011: Born in Bern, Kunsthalle Bern, Bern
- 2012: Leaving the Museum, Kunsthalle Zürich, Zürich